# ハニヤス

イザナミの病と死によって生まれた神々（『古事記』に基づく） SVGで表示（対応ブラウザのみ）

ハニヤスは、日本神話に登場する神。『古事記』ではハニヤスビコ・ハニヤスヒメという一対の神として登場し、『日本書紀』ではハニヤマヒメやハニヤスノカミの異称で登場する。祝詞ではハニヤマヒメ。土の神、土壌の神、肥料の神、農業神として祀られるほか、陶芸の神、鎮火の神、土木工事や造園工事の守護神、便所の神としても祭祀される。

## 概要
記紀にはイザナミの大便からハニヤスが化生したという挿話がある。イザナギとイザナミによる神産みにより様々な自然物の神々を誕生させる過程で、イザナミは火の神を生む際に大火傷をしてしまい、死に至る。その死の間際の苦しみのなか、イザナミは嘔吐や脱糞・失禁をする。その吐物からは鉱山の神カナヤマヒコが、大便からは土の神ハニヤスが、小便からは水の神ミヅハノメが生まれる。記紀ではこのようなハニヤスの誕生譚が語られるのみで、その後のハニヤスの動向は描かれない。
古代語の「ハニ」は、土器や陶器のもとになる粘土を示す語であり、ハニヤスは粘土を神格化したものと考えられている。記紀の語るハニヤス誕生譚では、火の神、（金属）鉱石の神、粘土の神、水の神、食物の神が連続して誕生しており、一連のエピソードは火によって人類が金属加工技術や土器・陶器の焼成技術を獲得したことや、焼畑農業のような原始的な農耕文化の誕生を象徴していると考えられている。このためハニヤスは陶芸上達・陶工の守護神として祭祀されることもある。
ハニヤスは「土の神」として土壌一般の守護神とも考えられており、農耕・開墾・田畑の守護神ともされる。大便から生まれたことから、農業神の一種として農耕に役立つ肥料の神として祭祀されたり、便所の神として祀られることもある。土に関わる土木業・造園業の守護神ともされる。
『延喜式』所載の祝詞には、記紀と異なり、荒ぶる火の神の害から民を守るために、イザナミが火鎮めの神としてハニヤスを生んだという挿話がある。このためハニヤスは「鎮火の神」としても祀られ、愛宕神社や秋葉神社など火除の神社でも重要な祭神となっている。ハニヤスが鎮火の神功を有するのは、古代には火災の消火に土や泥が用いられていたことを象徴しているとも考えられている。

### さまざまな呼称・表記
ハニヤスヒメ、ハニヤスビメ、ハニヤスヒメノカミ、ハニヤスビメノカミ
- 波邇夜須毘賣神（『古事記』）[5]
- 埴安姫（『先代旧事本紀』「陰陽本紀」）[7]

ハニヤスビコ、ハニヤスヒコノカミ
- 波邇夜須毘古神（『古事記』）[4]
- 埴安彦（『先代旧事本紀』「陰陽本紀」）[6]

ハニヤスノカミ
- 埴安神（『日本書紀』第五段第六の一書）[1]
- 土安神（畝尾坐健土安神社（奈良県）、本居宣長『古事記伝』）[8]

ハニヤマヒメ、ハニヤマビメ、ハニヤマヒメノカミ、ハニヤマヒミノカミ
- 埴山姫（『日本書紀』第五段第二の一書、第五段第三の一書、『延喜式』「祝詞・鎮火祭」）[2]
- 埴山媛（『日本書紀』第五段第四の一書）
- 埴山姫神（『先代旧事本紀』、榛名神社）[3]
- 波尓移麻比弥（『延喜式神名帳』）[9]
- 波爾移麻比禰（波爾移麻比禰神社）

その他、同一視される神
- ハニウダノカミ（土生田神） - 新潟県・土生田神社（式内社）の祭神[10]。
- ハニウノカミ（波尓布神）[11]
- ハニウメヤノカミ（埴生女屋神） - 『三代実録』に登場。徳島県・上一宮大粟神社の祭神[12]
- 健土安神（タケハニヤスノカミ） - 『三代実録』[13]。#同名・関連名の人物参照。

## 古事記
『古事記』では、天地開闢と別天神・神世七代に続いて、イザナギ（伊邪那岐命）とイザナミ（伊邪那美命）による国生み・神生みが語られる。イザナミは、さまざまな神を生んだあと、火の神を出産する。ところが分娩の際に陰部に大火傷を負い、この世を去ってしまう。その死の間際、火傷に苦しんだイザナミは嘔吐、脱糞、失禁をして、その吐瀉物・排泄物が神となる。ハニヤスはこのうち大便が神として化成したもので、ハニヤスビコ・ハニヤスヒメの1対の神として登場する。

### 古事記の原文
- 以下の原文に頻出する「以レ音」という注意書きは、「この部分だけは文字そのものに意味がある漢文ではなく、日本語の音に漢字にあてはめただけで、文字そのものの意味は関係ない」ということ。たとえば「屎成神」は、「糞が神に成った」という意味であり、「屎」「成」「神」はそれぞれ漢字元来の意味を保持している。これに対して、「波邇夜須」は日本語固有名詞の「ハニヤス」の音に漢字をあてはめただけであり、（海の）「波」、（暗い）「夜」などの字義は失われている。

| （国史大系第7巻）『古事記』上巻                                              |                                                            |
| 原文                                                                         | 訓み下し文（一部を除き注釈を割愛）                         |
| 次生二火之夜藝速男神一。夜藝二字以レ音                                       | 次に火之夜芸速男神を生みき。                               |
| 亦名謂二火之炫毘古神一。                                                     | 亦の名は火之炫毘古神と謂ひ、                               |
| 亦名謂二火之迦具土神一。迦具二字以レ音                                       | 亦の名は火之迦具土神と謂ふ。                               |
| 因レ生二此子一。                                                             | 此の子を生みしに因りて、                                   |
| 美蕃登此三字以レ音見レ炙而病臥在。                                           | みほとを炙かえて病み臥して在り。                           |
| 多具理邇此四字以レ音生レ神。                                                 | たぐりに成りし神の                                         |
| 名二金山毘古神一。訓レ金云二迦那一、下效レ此                                 | 名は金山毘古神。                                           |
| 次金山毘賣神。                                                               | 次に、金山毘売神。                                         |
| 次於レ屎成神名二波邇夜須毘古神。此神名以レ音                                 | 次に、屎に成りし神の名は、波邇夜須毘古神。                 |
| 次波邇夜須毘賣神。此神名亦以レ音。                                           | 次に、波邇夜須毘売神。                                     |
| 次於レ尿成神名二彌都波能賣神一。                                             | 次に、尿に成りし神の名は、弥都波能売神。                   |
| 次和久產巢日神。                                                             | 次に、和久産巣日神。                                       |
| 此神之子、謂二豐宇氣毘賣神一。自レ宇以下四字以レ音                           | 此の神の子は、豊宇気毘売神と謂ふ。                         |
| 故、伊邪那美神者。                                                           | 故、伊邪那美神は、                                         |
| 因レ生二火神一。                                                             | 火の神を生みしに因りて、                                   |
| 遂神避坐也。                                                                 | 遂に神避り坐しき。                                         |
| 自二天鳥船一至二豐宇氣毘賣神一、幷八神。                                     | 天鳥船より豊宇気毘売神に至るまでは、幷せて八はしらの神ぞ。 |
| （現代語訳）                                                                 |                                                            |
| （イザナミは）次に火之夜芸速男神を産んだ。                                   |                                                            |
| その名は別名火之炫毘古神ともいい、                                           |                                                            |
| また別名火之迦具土神ともいう。                                               |                                                            |
| この子（火の神）を産んだことが原因で、                                       |                                                            |
| 陰部を火傷して病に伏せってしまった。                                         |                                                            |
| （伏せている間に、苦しんで）嘔吐すると、その吐瀉物が神になった。             |                                                            |
| その名を金山毘古神、                                                         |                                                            |
| 次に（吐瀉物から）金山毘売神が生まれた。                                     |                                                            |
| 次に、（苦しんで）大便を漏らすと、それが波邇夜須毘古神という名の神になった。 |                                                            |
| 次に（大便から）波邇夜須毘売神が生まれた。                                   |                                                            |
| 次に、（苦しんで）小便を漏らすと、それが弥都波能売神という名の神になった。   |                                                            |
| 次に、和久産巣日神が生まれた。                                               |                                                            |
| この神の子どもは豊宇気毘売神という。                                         |                                                            |
| こうして伊邪那美神は                                                         |                                                            |
| 火の神を産んだことが原因で                                                   |                                                            |
| とうとう神去って（死んで）しまった。                                         |                                                            |
| （原注）天鳥船から豊宇気毘売神までを数えると、全文で8神となる。              |                                                            |

上記の抜粋部分の前に、イザナミは鳥之石楠船神（＝天鳥船）と大気都比売神を産んでいる。古事記では当該部で神の数を「8」としているのだが、登場する神々の名を数え上げると、(1)アメノトリフネ、(2)オオゲツヒメ、(3)ヒノカグツチ、(4)カナヤマビコ、(5)カナヤマビメ、(6)ハニヤスヒコ、(7)ハニヤスヒメ、(8)ミツハノメ、(9)ワクムスヒ、(10)トヨウケヒメ、と10神となる。
この数の矛盾については古くから知られている。本居宣長はカナヤマビコ・カナヤマビメ、ハニヤスヒコ・ハニヤスヒメの男女対偶をなす神を、男女一組で「1」神と数えることで「8」に整合すると説いた。しかし『古事記』内では、このような男女ペアの神を別々に数えて「2」とする箇所もあり、本居宣長の解釈では一貫的な整合性はない。
平田篤胤は、本居宣長の説を紹介しつつ、男女ペアの場合でなくとも数え方が異なる例が多数みられることを示し、分霊（ワケミタマ）かどうかで数え方が変わるのではないかとの仮説を示している。中山修也（文教大学文学教授）は、本居説には無理があるとしつつ、『古事記』編纂の過程で複数の編纂者の手が入り、相互に矛盾が生じた可能性を指摘した。

## 日本書紀
『日本書紀』の叙述スタイルは、メインストーリーと言うべきテキスト（「本書」）と、異伝と言うべきテキスト（「一書」）が、本文を形成する体裁になっている。異伝を示すには、「一書曰」（あるふみにいわく）のほか、「一云」「或本」なども用いられる。
メインストーリー（「本書」）を数える場合には「段」が用いられる。ひとつのメインストーリー（本書）に対して、複数の異伝（一書）が併記されるケースもある。特に神代をテーマとする一巻と二巻では、文量のうえではこれらの「一書」（異伝）が大部分を占めている。とくに神代に「一書」が多いのは、『日本書紀』の編纂者が、むりに「正史」一つに絞るのではなく、さまざまな諸説をそのままのすがたで後世に伝えようとしたものとみられている。
「第四段」のイザナギ・イザナミによる大八州（日本列島）の国生みのエピソードでは、10種類の「一書」が示される。続く「第五段」のアマテラス・ツクヨミ・ヒルコ・スサノヲの4神出生章では11種の「一書」が列記される。
『古事記』との大きな差異として、『日本書紀』のメインストーリーである「本書」では、火の神の出産で大火傷を負い瀕死となったイザナミがその死の間際にさまざまな神を生み出すエピソードがない。この挿話は、11種の「一書」（異伝）のうち、「第二の一書」・「第三の一書」・「第四の一書」・「第五の一書」・「第六の一書」で叙述され、そのうち「第二」・「第三」・「第四」・「第六」にハニヤスが登場する。このうち「第二」・「第三」・「第四」の一書では神名が「ハニヤマヒメ」になっている。また「第四」の一書では『古事記』同様、イザナミの大便が神になる。

### 巻一「神代紀・上」第五段の一部抜粋

#### 第二の一書
| （国史大系第1巻）『日本書紀』巻一（神代紀・上）第五段・第二の一書 |                                                    |
| 原文                                                              | 訓み下し文                                         |
| 次生火神軻遇突智、                                                | 次に火の神軻遇突智を生む。                         |
| 時伊弉冉尊爲軻遇突智所焦而終矣。                                  | 時に伊弉冉尊、軻遇突智が為に、焦かれて終りましぬ。 |
| 其且終之間                                                        | 其の終りまさむとする間に、                         |
| 臥生土神埴山姫及水神罔象女。                                      | 臥しながら土神埴山姫及び水神罔象女を生む。         |
| 即軻遇突智娶埴山姬、                                              | 即ち軻遇突智、埴山姫を娶きて、                     |
| 生稚産靈、                                                        | 稚産霊を生む。                                     |
| 此神頭上生蚕與桑、                                                | 此の神の頭の上に、蚕と桑と生れり。                 |
| 臍中生五穀。                                                      | 臍の中に五穀生れり。                               |
| 罔象、此云。                                                      | 罔象、此れをば美都波と云ふ。                       |
| （現代語訳）                                                      |                                                    |
| （イザナミは）次に火の神軻遇突智を生んだ。                        |                                                    |
| その時に伊弉冉は、軻遇突智のために火傷を負い、死んだ。            |                                                    |
| その死のうという時に                                              |                                                    |
| 横たわったまま、土の神埴山姫と水の神罔象女を生んだ。              |                                                    |
| 軻遇突智は埴山姫を娶って、                                        |                                                    |
| 稚産霊を生んだ。                                                  |                                                    |
| この神（稚産霊）の頭上に、カイコとクワ（カイコの餌）が生じた。    |                                                    |
| ヘソの中には五穀（稲・麦・粟・稗・豆）が生まれた。                |                                                    |
| 罔象はここではミツハという。                                      |                                                    |
| 1. 2.                                                             |                                                    |

#### 第三の一書
| （国史大系第1巻）『日本書紀』巻一（神代紀・上）第五段・第三の一書 |                                        |
| 原文                                                              | 訓み下し文                             |
| 伊弉冉尊生火産靈時、                                              | 伊弉冉尊、火産霊を生む時に、           |
| 為子所焦而神退矣、                                                | 子の為に焦かれて、神退りましぬ。       |
| 亦云神避矣。                                                      | 亦は云はく、神避るといふ。             |
| 其且神退之時、                                                    | 其の神退りまさむとする時に、           |
| 則生水神罔象女及土神埴山姫、                                      | 則ち水神罔象女、及び土神埴山姫を生み、 |
| 又生天吉葛。                                                      | 又天吉葛を生みたまふ。                 |
| 天吉葛、                                                          | 天吉葛、                               |
| 此云阿摩能與佐圖羅、                                              | 此をば阿摩能与佐図羅と云ふ。           |
| 一云與曾豆羅。                                                    | 一に云はく、与曾豆羅と云ふ。           |
| （現代語訳）                                                      |                                        |
| 伊弉冉が、火産霊を生む時に、                                      |                                        |
| 子のために焼かれ、神退った（死んだ）。                            |                                        |
| これを神避ったともいう。                                          |                                        |
| その神退ろう（死なれよう）とするときに、                          |                                        |
| 水の神罔象女と土の神埴山姫を生み、                                |                                        |
| また、天吉葛をお生みになった。                                    |                                        |
| ここでは天吉葛は、アマノヨサヅラという。                          |                                        |
| あるいはヨソヅラという。                                          |                                        |
| 1.                                                                |                                        |

#### 第四の一書
| （国史大系第1巻）『日本書紀』巻一（神代紀・上）第五段・第四の一書 |                                              |
| 原文                                                              | 訓み下し文                                   |
| 伊弉冉尊、                                                        | 伊弉冉尊、                                   |
| 且生火神軻遇突智之時、                                            | 火神軻遇突智を生まむとする時に、             |
| 悶熱懊悩、因爲吐。                                                | 悶熱ひ懊悩む。因りて吐す。                   |
| 此化爲神、名曰金山彦。                                            | 此れ神と化為る。名を金山彦と曰す。           |
| 次小便、化爲神、名曰罔象女。                                      | 次に小便まる。神と化為る。名を罔象女と曰す。 |
| 次大便、化爲神、名曰埴山媛。                                      | 次に大便まる。神と化為る。名を埴山媛と曰す。 |
| （現代語訳）                                                      |                                              |
| 伊弉冉が、                                                        |                                              |
| まさに火の神軻遇突智を生むという時に、                            |                                              |
| 熱さに苦しんで、そのためにヘドを吐いた。                          |                                              |
| これが神となった。名付けて金山彦という。                          |                                              |
| 次に小便した。これが神となった。名付けて罔象女という。            |                                              |
| 次に大便した。これが神となった。名付けて埴山媛という。            |                                              |
| 1.                                                                |                                              |

#### 第六の一書
| （国史大系第1巻）『日本書紀』巻一（神代紀・上）第五段・第六の一書 |                                                  |
| 原文                                                              | 訓み下し文                                       |
| 伊弉諾尊與伊弉冉尊、                                              | 伊弉諾尊と伊弉冉尊と、                           |
| 共生大八洲國。。                                                  | 共に大八洲国を生みたまふ。                       |
| 然後、伊弉諾尊曰、                                                | 然して後に、伊弉諾尊の曰はく、                   |
| 「我所生之國、                                                    | 「我が生める国、                                 |
| 唯有朝霧而薫滿之哉。」                                            | 唯朝霧のみ有りて、薫り満てるかな」               |
| 乃吹撥之氣、化爲神、                                              | 乃ち吹き撥ふ気、神と化為る。                     |
| 號曰級長戸邊命。                                                  | 号を級長戸辺命と曰す。                           |
| 亦曰級長津彦命、是風神也。                                        | 亦は級長津彦命と曰す。是、風神なり。             |
| 又飢時生兒、號倉稻魂命。                                          | 又、飢しかりし時に生めりし児を、倉稲魂命と号す。 |
| 又、生海神等號少童命、                                            | 又、生めりし海神等を、少童命と号す。             |
| 山神等號山祇、                                                    | 山神等を山祇と号す。                             |
| 水門神等號速秋津日命、                                            | 水門神等を速秋津日命と号し、                     |
| 木神等號句句廼馳、                                                | 木神等を句句廼馳と号し、                         |
| 土神號埴安神。                                                    | 土神を埴安神と号す。                             |
| 然後、悉生萬物焉。                                                | 然して後に、悉に万物を生む。                     |
| 至於火神軻遇突智之生也、                                          | 火神軻遇突智が生るるに至りて、                   |
| 其母伊弉冉尊、見焦而化去。                                        | 其の母伊弉冉尊、焦かれて化去りましぬ。           |
| （現代語訳）                                                      |                                                  |
| 伊弉諾尊と伊弉冉尊とは、                                          |                                                  |
| 協力して大八洲国（日本列島）を生み出された。                      |                                                  |
| そして伊弉諾尊は、                                                |                                                  |
| 「われらの生んだ国は、                                            |                                                  |
| 朝霧のみが立ち込めている。（よい薫りで満ちている。）」            |                                                  |
| と言って、ただちにその霧を吹き払うと、その息が神となった。        |                                                  |
| 名付けて級長戸辺命といい、                                        |                                                  |
| または級長津彦命という。これは風の神である。                      |                                                  |
| また、飢えた時に生んだ子は倉稲魂命という。                        |                                                  |
| また、生んだ海の神たちを名付けて少童命といい、                    |                                                  |
| 山の神たちを名付けて山祇といい、                                  |                                                  |
| 海峡の神たちを名付けて速秋津日命といい、                          |                                                  |
| 木の神たちを名付けて句句廼馳という。                              |                                                  |
| 土の神名付けて埴安神という。                                      |                                                  |
| その後にことごとく万物を生んだ。                                  |                                                  |
| 火の神軻遇突智が生まれるに至って、                                |                                                  |
| その母伊弉冉尊は、身を焼かれてお隠れになった。                    |                                                  |
|                                                                   |                                                  |

### 日本書紀の記述
細部の異同はあるものの「第二」「第三」「第四」は、土の神の誕生に先立って、イザナミが火の神を生む時に火傷を負い瀕死となっている。「第六」では順序が違い、火の神の誕生とイザナミの火傷は土の神たちの誕生より後である。『古事記』はイザナミは陰部（ホト）に火傷を負ったと明記するが、『日本書紀』では火傷した部位を具体的に表現していない。儒教の影響下にある編纂者が、陰部に直接言及することを回避したものと推定される。
『古事記』では、怒れるイザナギは火の神カグツチを斬り殺し、その死体から新たな神々が誕生する。『日本書紀』「本書」と「第一」から「第五」の一書ではそのような展開はなく、「第六」から「第八」の一書に描かれるのみである。

## 祝詞
『延喜式』第八巻「祝詞」には様々な祝詞が収録されており、そのうち鎮火の祝詞にハニヤスが登場する。そこには記紀とは異なるハニヤスの誕生譚が描かれている。イザナミは、悪神である火の神が荒ぶるのを防ぐために、鎮火の神として水の神とハニヤスを生み、さらに鎮火の道具を産む。
国生み・神生みに続いてイザナミは火の神である火結神（カグツチと同一視される）を出産、その際に女陰部に火傷をして死んでしまう。イザナミは岩戸に籠もり、イザナギに「7日7晩の間、ここを開けないでください」と告げる。しかし7日も姿を見せないことを不審に思ったイザナギは岩戸を開けてしまう。そこには女陰を焼かれたイザナミがいた。イザナミは約束に反して岩戸を開けたイザナギに「自分は夜見国を治めることにするので、イザナギは現世の国を治めなさい」と告げて去ってしまう。ところはイザナミは、何かを思い出して、黄泉比良坂まで引き返してきて次のように告げる。

### 鎮火の祝詞
| 鎮火の祝詞（一部抜粋）                                                           |                                              |
| 原文                                                                             | 訓み下し文                                   |
| 吾名妋命能所知食上津國邇                                                         | 「吾が名妋命の知ろし食す上津国に、           |
| 心惡子乎生置氐來奴止宣氐、                                                       | 心悪しき子を生み置きて来ぬ」と宣りたまひて、 |
| 返坐氐更生子、                                                                   | 返り坐して更に子を生み給ふ、                 |
| 水神、                                                                           | 水ノ神、                                     |
| 瓠、                                                                             | 瓠、                                         |
| 川菜、                                                                           | 川菜、                                       |
| 埴山姫、                                                                         | 埴山姫、                                     |
| 四種物乎生給氐、                                                                 | 四種の物を生み給ひて、                       |
| 此能心惡子乃心荒比曾波、                                                         | 「此の心悪しき子の心荒びなば、               |
| 水神、瓠、 埴山姫、川菜乎持氐、                                                  | 水ノ神、瓠、川菜、 埴山姫を持ちて、          |
| 鎭奉禮止、事教悟給支、                                                           | 鎮め奉れ」と事教へ悟し給ひき。               |
| （現代語訳）                                                                     |                                              |
| 「私（イザナミ）の愛しい夫（イザナギ）が司る地上の国に、                         |                                              |
| 悪い子（ホムスビ）を生み置いて気がかりだ」と仰せられて                           |                                              |
| そこ（黄泉比良坂）から（現世に）引き返して（生き返って）更に子をお生みになった。 |                                              |
| それは水の神（ミツハノメ）と、                                                   |                                              |
| 水を汲むためのヒサゴ（ひょうたん）、                                             |                                              |
| それから埴山姫と、                                                               |                                              |
| 火消しに用いる川菜（ミズゴケ）であった。                                         |                                              |
| （イザナミは）この四種のものをお生みになって、                                   |                                              |
| 「この心の悪い子が暴れ（て現世に害を及ぼす）ならば、                             |                                              |
| 水の神はひょうたんで水をかけ、 埴山姫は川菜を持って                              |                                              |
| これを鎮めよ」と教え悟し置かれたことである。                                     |                                              |
| 1. 2. 3. 4. 5. 6. 7. 8.                                                          |                                              |

ここでは、火の神ホムスビ（＝カグツチ）は、荒ぶり害をなす恐るべき存在として描かれている。イザナミは、この恐怖の火の神を鎮めて衆生を守るためにわざわざ黄泉国から舞い戻り、鎮火の神としてミツハノメとハニヤスの2女神を生み、さらに鎮火の道具としてヒョウタンとミズゴケの2物を生んだ。

### 祝詞の解説
祝詞のハニヤスには水を吸わせたミズゴケ（川菜）を用いて火を消し止める役割が与えられているが、土の神であるハニヤスに鎮火の霊験があるのは、古代には消火のために土や泥が用いられたことを示唆している。川底の泥土やそこに生える川藻を消火に用いたとも考えることができる。さらに、建造物の壁に泥土を塗り込めると耐火性が得られる。
平田篤胤は、ひょうたんで水を汲んでかけたり水草（川菜）を用いるのは、火傷の治療や痛み止めの術を示していると考えた。飯田武郷は、火傷の対処方法として水草の汁をもみだして火傷痕に塗るのを自身も見聞したとして、平田篤胤の説に理解を示した。
神話学者松村武雄（1883-1969）は、記紀類と祝詞では文書の性格が異なるとした。記紀や風土記・『古語拾遺』の主目的は神々について「説明」「叙述」しようとするのにとどまるのに対し、祝詞では神々を動かして人間が求める結果を得ることを主目的としている。それゆえに、記紀では単にイザナミがハニヤスらの諸神を生んだという事実しか示されないが、祝詞ではハニヤスを生んだ意図・目的が語られる。記紀と祝詞の記述の「太（はなは）だ微妙」な差異はこれによって生じるのである。松村武雄は、ハニヤスについての祝詞の記述からは、「神話的叙述部の本源的な意図・目的」の「ほのかな残影」がうかがい知れるとした。そのうえで、ハニヤスの誕生に関わる『古事記』『日本書紀』「祝詞」の記述には呼応性があるとした。記紀や風土では過去の事象（神々の行動）を解釈しようとする意図が働いているのに対して、祝詞では事象を現在の問題として信仰心情がそのまま表出されている。

## 神名解説
国学者本居宣長（1730-1801）はハニヤスの神名について「義は埴黏（ハニネヤス）なり」とした。すなわち「ハニ・ヤス」は、語源的には「粘土を・こねたり練ったりして粘り気をだす」を意味する「ハニ・ネヤス」（埴黏す）の詰まったものと考えられる。

### 「ハニ」と「黄土」「埴」

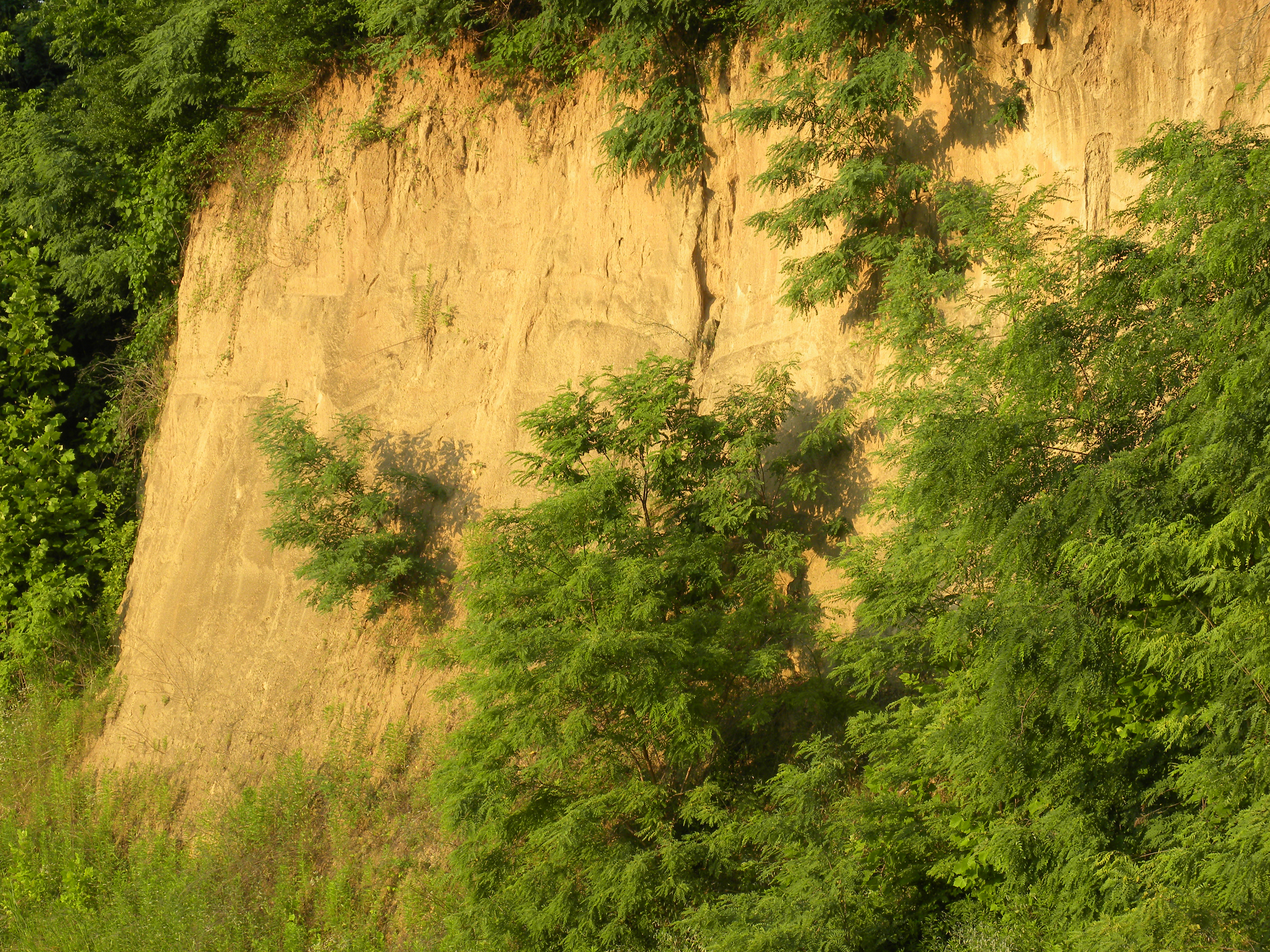
黄色の顔料にもなった黄土

「ハニ」とは古語で黄色がかった粘土のことを指し、漢字では「黄土」「埴」などがあてられてきた。平安時代の9世紀末に編纂された、最古の漢和辞典とされる『新撰字鏡』には、「埴黏土也波爾」とある。10世紀成立の『和名類聚抄』では「土黄にして細密なるを埴と曰ふ、和名、波爾（）」とある。
『万葉集』には「ハニ」または「ハニフ」という音に「黄土」または「埴生」の字をあてた和歌がいくつか所載されている。この赤黄色みを帯びた粘土「ハニ」は、瓦や土器・陶器の材料になったほか、黄色の染料としても用いられた。
| （例）『万葉集』巻六、932番歌（詠み手：車持千年）                                                                                |
| 白波之（しらなみの） 千重来縁流（千重に来よる） 住吉能（すみのえの） 岸乃黄土粉（岸のハニフに） 二寶比天由香名（にほひて行かな） |
| 大意：白波が何重にもおしよせる住之江（大阪市住吉区）の岸の黄色い土で（衣を）染めて行きたい。                                     |
| （例）『万葉集』巻七、1146番歌（詠み人知らず）                                                                                   |
| 目頬敷（めづらしき） 人乎吾家尓（ひとをわぎへに） 住吉之（すみのえの） 岸乃黄土（きしのハニフを） 将見因毛欲得（みむよしもがも） |
| 大意：愛しい女と我が家で暮らし、あの有名な住之江の岸の黄色い土を眺めたい。                                                       |
これらの和歌は、大阪の住吉区（古名：住之江）で採れた、赤黄色みを帯びた粘土のことを詠んだものである。同地所在の住吉大社には、祭祀に用いる神器をつくるために畝傍山（奈良県橿原市）の山頂から埴土を採ってくるという祭礼行事があり、これを「埴使い（）」という。
「ハニ」は単にねばつち、あるいは土一般を指すとも考えられる。ほかに、「ハニ」を「生土（）」とみる説もある。

### 「ハニ」と「赤土」「埴」

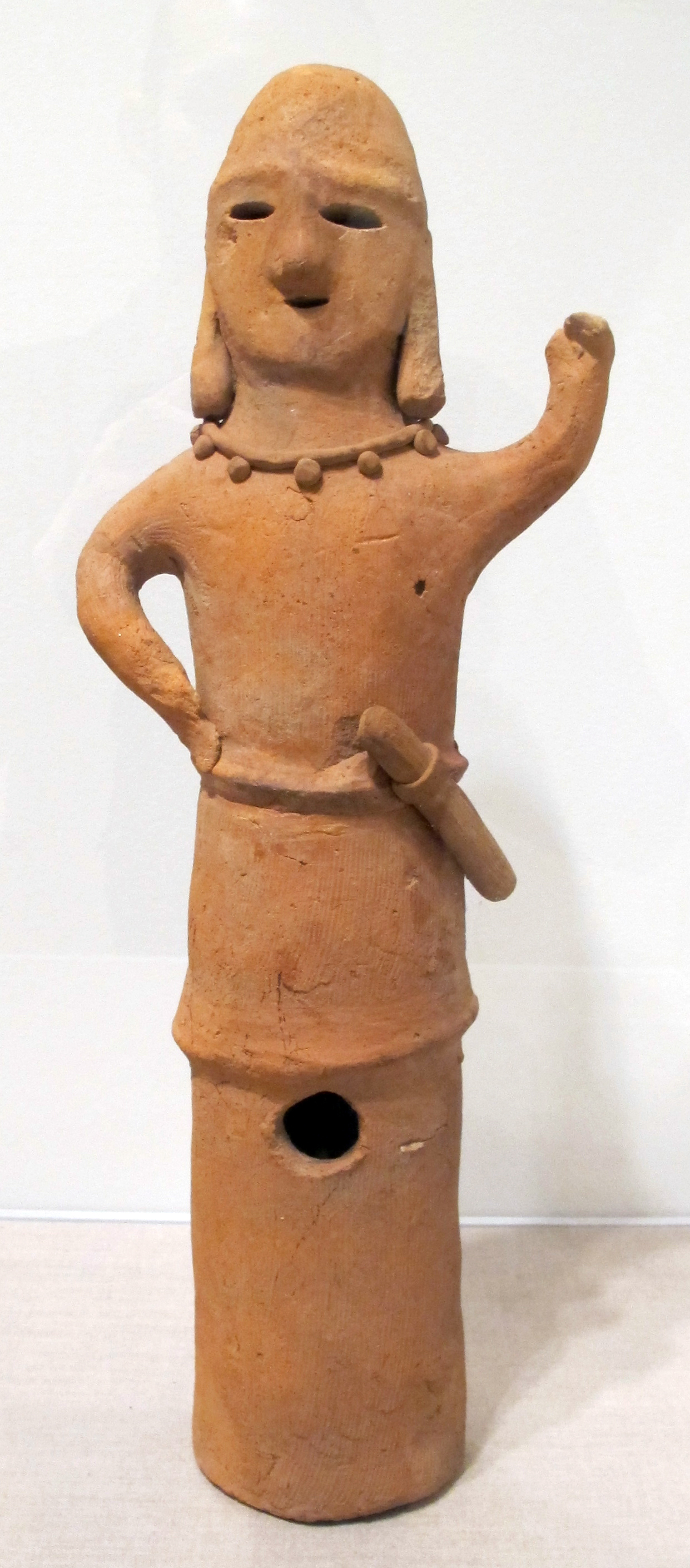
「ハニ」と同音をもつ埴輪

『古事記』や『日本書紀』「第四の一書」は、大便がハニヤスに化成したとしており、大便の外見からの連想で赤土の粘土とみることもある。
本居宣長や平田篤胤（1776-1843）は、漢籍『書経』「禹貢」には「厥土赤埴墳」とあることを指摘した。平田篤胤は、『古事記』の注釈書『古史伝』のなかで、ハニヤスと赤土の関連性を指摘した。平田篤胤によれば、『和名類聚抄』にある「土黄にして細密なる埴」（ハニ）から、「ハ」音（「波」）を省略した「ニ」（邇）という語がうまれ、「ニ」は土の色に関わらず「細密な土」を意味するようになった。古典籍には「赤土」（アカニ）、「青土」などの表現も数多くみられるが、上代には赤色が貴ばれたので、やがて「ニ」（邇）は主に赤土を指すようになったのだという。
「ニ」は「丹」にも通じるので、「ハニフ」（埴生）から「ハ」音が脱落して「ニフ」（丹生）と言うようにもなった。したがって、ハニヤスヒメとニフツヒメ（丹生都比売、丹生都比売神社の祭神）には関連があるのだという。
ハニを赤土粘土と見る場合には、「ハニ」は陶芸には向くが耕作には不適の土壌だといえる。

### 「ヤス」と「ねやす」「黏」
「ネヤス」については、『新撰字鏡』には「埏」（ねやす）という漢字の解説として「埏謂レ作二泥物一也禰也須」（「埏」は泥で物を作ることを言い、「禰也須」（ネヤス」とも書く）と記す。本居宣長は、中国古典の『説文解字』に「埴ハ黏土也」とあることを示し、『書経』や『史記』にもこうした表現があることを指摘する。本居宣長によれば、「ネヤス」は「令黏」（ねやしむる）の意味であり、この用法は「令肥」（こやしむる）の「コヤス」と同格である。
「ヤス」（安、夜須）を美称とみる説もある。

### 「ハニヤス」と「ハニヤマ」

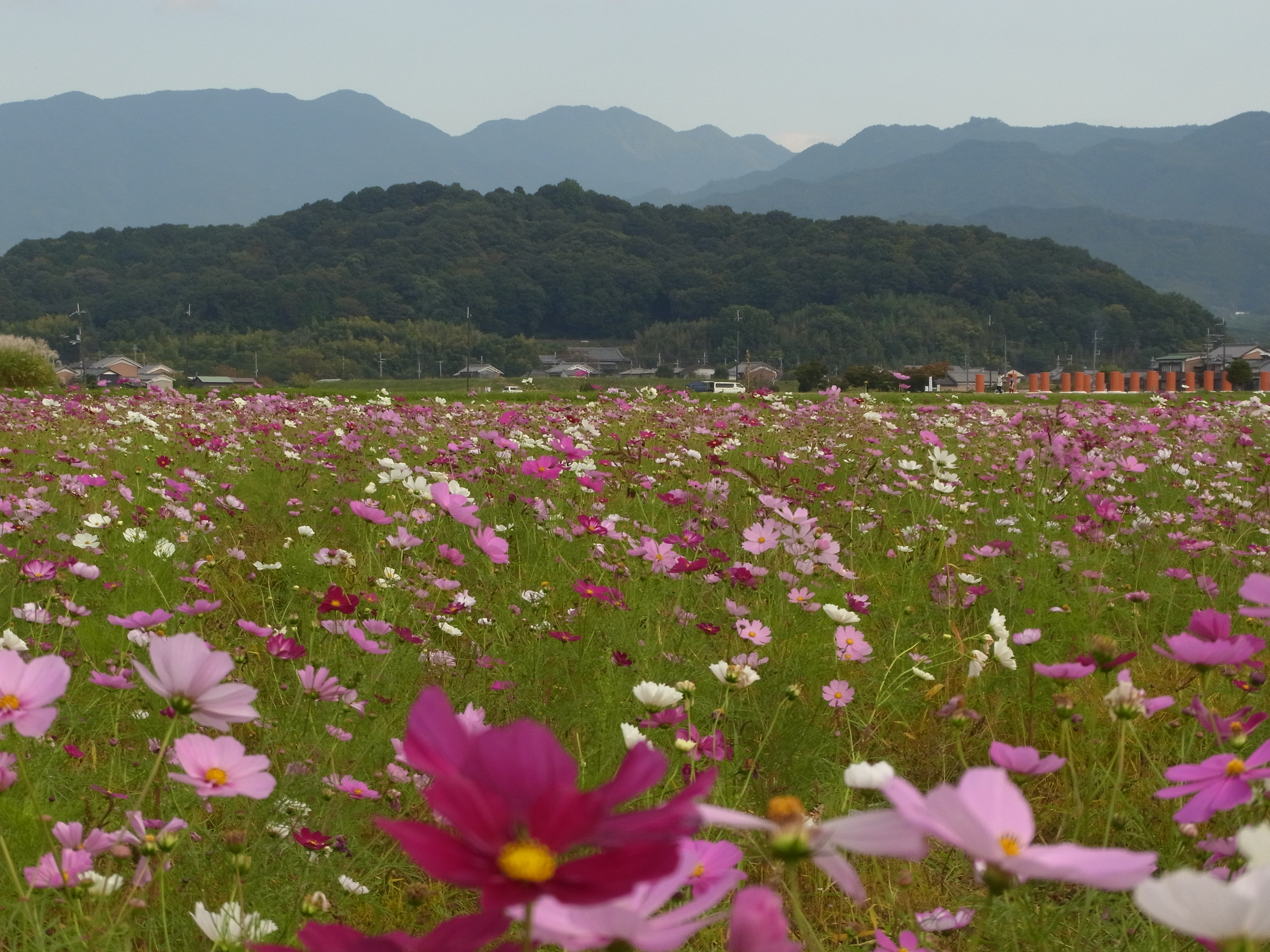
天香久山

『日本書紀』に登場するハニヤスの神名は、第二・第三・第四の一書では「ハニヤマヒメ」、第六の一書では「ハニヤスノカミ」となっている。これについては、原初的な神名「ハニヤマ」が、のちに「ハニヤス」に改められたのかもしれない、と考える説がある。
本居宣長は、「ハニヤマ」という神名は大便の様相が「山」に似ていることから生じたのではないかと論じた。
国学者飯田武郷（1828-1900）は、著書『日本書紀通釈』の中で、「ハニヤマ」が原初的な神名で、後に「ハニヤス」に転じた可能性を指摘した。飯田武郷は、「ハニ」が粘土を指すという通説を認めつつ、物の生える土を「生土」（ハニ）と呼んだ可能性を指摘、そして往古の時代に多く物が生えていたのは山であるから、「ハニヤマ」（埴山）という語ができたと論じた。
『日本書紀』巻三「神武天皇紀」には、天香久山山上の地名として「埴安」が登場する。神武東征の終盤、一行は難敵の前に苦戦する。9月5日の夜、神武天皇の夢に天神が現れ、「天香具山の「ハニ」（粘土）で祭具を拵えて神事を行えば勝つ」とのお告げが下る。これを実行し、戦いに勝利して天下に「安定」をもたらしたのち、神武天皇は粘土を採取した天香久山の山上に「埴安」（ハニヤス）という地名を与えた。本居宣長は、この「埴安」の「安」は「安定」からくるものではなく、「ねやす」に由来するとした。
| （国史大系第1巻）『日本書紀』巻三（神武天皇即位前紀）戊午年九月        |                                          |
| 原文                                                                   | 訓み下し文                               |
| 夢有天神訓之曰                                                         | 夢に天神有して訓へまつりて曰はく、       |
| 「宜取天香山社中土香山、                                               | 「天香山の社の中の土を取りて、           |
| 以造天平瓮八十枚幷造厳瓮                                               | 天平瓮八十枚を造り、併せて厳瓮を造りて、 |
| 而敬祭天神地祇、                                                       | 天神地祇を敬ひ祭れ。                     |
| 亦為厳呪詛。                                                           | また厳呪詛をせよ。                       |
| 如此、則虜自平伏。」                                                   | 如此せば、虜自づからに平き伏ひなむ」     |
| （現代語訳）                                                           |                                          |
| 夢に天神があらわれて教えて言うには                                     |                                          |
| 「天香具山の神社の境内の土をとって、                                   |                                          |
| それで天平瓮（皿上の神器）80枚と厳瓮（神酒を容れる瓶状の神器）を造り、 |                                          |
| 天神地祇を敬い祭れ。                                                   |                                          |
| また、厳重に潔斎をして呪詛祈祷をせよ。                                 |                                          |
| そうすれば、敵はおのずから平定されるだろう。」                         |                                          |
| 1.                                                                     |                                          |

そこで神武天皇は、椎根津彦と弟猾を天香山に派遣し、山頂の土を採取させた。その埴土（はにつち）で八十平瓮（やそひらか）、天手抉（あまのたくじり）80枚、厳瓮（いつへ）を造らせ、丹生川の川上で天神地祇を祭祀した。その後、敵を倒して天下を平定した神武天皇は、遠征中に訪れたあちこちに合戦にちなんだ地名をつける。
| （国史大系第1巻）『日本書紀』巻三（神武天皇即位前紀）己未年二月 |                                      |
| 原文                                                            | 訓み下し文                           |
| 天皇、以前年秋九月、                                            | 天皇、前年の秋九月を以て、           |
| 潜取天香山之埴土、                                              | 潜に天香山の埴土を取りて、           |
| 以造八十平瓮、                                                  | 八十の平瓮を造りて、                 |
| 躬自齋戒祭諸神、                                                | 躬自ら齋戒して諸神を祭りたまふ。     |
| 遂得安定區宇、                                                  | 遂に区宇を安定むること得たまふ。     |
| 故號取土之處、曰埴安。                                          | 故、土取りし処を号けて、埴安と曰ふ。 |
| （現代語訳）                                                    |                                      |
| 天皇は前年の秋の九月に                                          |                                      |
| 隠密に天香山の埴土を採り、                                      |                                      |
| それで八十平瓮をつくり、                                        |                                      |
| 自ら潔斎して神々を祀った。                                      |                                      |
| そして今、遂に天下を平定した。                                  |                                      |
| そこで、その土を採った場所を埴安というのである。                |                                      |
|                                                                 |                                      |

飯田武郷は『日本書紀』第四の一書をひき、金属鉱石の神カナヤマヒコ（金山）は天香山（香山）の異称で、土の神ハニヤマ（埴山）・ハニヤス（埴安）もまた天香山の地名であると考えれば、カナヤマもハニヤスも天香山に由緒がある神なのかもしれない、とした。（埴安池も参照）

### 「ヒメ」と「ヒコ」
『古事記』にはハニヤスヒコとハニヤスヒメが男女一対の神として登場する。ところが本文に付された注釈には、一連の神生みで誕生した神の数を「あわせて八神」としているのに、名前があげられたものを単純に数えると10になり、本文との齟齬がある。この矛盾について、本居宣長は、男女一対になっているカナヤマヒコとカナヤマヒメ、ハニヤスヒコとハニヤスヒメの2組は、男女一組で「一神」と数えることで、「あわせて八神」と整合すると説いた。
一方、『日本書紀』の第二・第三・第四の一書に登場するのは、男女対ではなく、女神ハニヤマヒメだけである。第六の一書は「ハニヤマノカミ」であり性の言及を欠くものの、いずれにせよ土の神としては一神だけである。
飯田武郷は、『日本書紀』には土の神ハニヤスヒコに相当する男神が登場しないことや、第二の一書でハニヤマヒメがカグツチと結婚していること、『延喜式神名帳』にはハニヤスヒメを祭祀する神社はあるのにハニヤスヒコを祀る神社が一社も無いことなどを指摘し、元来は女神の「ハニヤスヒメ」ただ一神だったのだろうと推定した。原初の神名が「ハニヤス」だったか「ハニヤマ」であったかは定かではないが、いずれにせよ原初の一神を、ヒコ・ヒメの男女2神に分けたというのが通説になっている。
飯田武郷は、考証を進める必要があると前置きしつつ、『古事記』編者が誤って孝元天皇の皇子建波邇夜須毘古命（タケハニヤスヒコノミコト）をハニヤスヒメの対の神として書き加えてしまったのかもしれない、との仮説を示した。（#同名・関連名の人物参照）

## 神話解題

### 火による大地母神の死と技術の誕生
火は、その効用によって人類の発展に重大な影響を及ぼしており、世界中で古くから神聖なものとして崇拝の対象となってきた。世界各地の創世神話では、火生みに関する逸話を伝えるものも多い。
記紀に示される日本神話の中でイザナミは、国生みに続いて、海、風、山、川、草、木などの自然物を産んだのち、火を産む。この火の神カグツチの出産によって重篤な火傷を負ったイザナミの排泄物から、鉱山・金属の神カナヤマヒコ、土の神ハニヤス、水の神ミツハノメ、農作物の神ワクムスビらが化生する。
金属の神と粘土の神の化生譚は、鉱石から金属や金器が錬成されたり、粘土を焼成することで土器や陶器ができあがるという、火の効用を神格化したものと考えられている。火傷によってイザナミが死に、これに怒ったイザナギがカグツチを剣で斬り殺すのは、火を用いた冶金・鍛工によって金属が刀剣になることを示しているとも考えられる。
また、土と水から農作物が発生するためには、光や熱の作用が欠かせない。『万葉集』にも春に野原を焼く情景を詠んだ和歌が登場するように、古くは焼畑農業が営まれており、火は農作物の発生に関わっていた。光は「日」（ヒ）、熱は「火」（ヒ）で表されるように、「ヒ」は光と熱の両方を示す語であり、土の神・水の神から穀物が生まれるのも火の神の効用である。
しかしイザナミは火傷によって苦しんで死んでしまう。大地母神が死ぬ時に火が関わり、大地母神の死によって金属鉱石、粘土、水、作物が発生する。そして火の作用によって金属器、土器・陶器、焼畑農耕といった、人類の文化が誕生する。こうした伝承は、人類の文化や技術は、母なる大地の死と表裏一体であることを表している。
古代には、粘土を焼いて作った土器は祭祀に用いられた。祭祀は五穀豊穣を祈願して営まれるから、粘土は火の作用によって農作物に帰趨するとも言える。

### 何故糞尿が神となるのか
神話学者松村武雄（1883-1969）は、イザナミの排泄物から土の神・水の神・穀物神という重要物を司る神が生じたことについて、「苟（いやしく）も『神』として崇拝される霊格が、ものもあらうに糞尿から生（な）り出でましたと考へられたことは、一見頗（すこぶ）る奇怪」とし、知る限り世界に例がないとした。日本文学研究者のドナルド・キーン（1922-2019）は、『古事記』には西洋人からみると困惑するような内容が多々あるとしつつ、「イザナミの糞尿から神が生まれるのにも首をひねる」と評した。古典エッセイストの大塚ひかり（1961-）は、記紀では「うんこから神が生まれる」と指摘し、「『古事記』におけるうんこというのは単に汚れたものとばかりは思えぬ要素がある」と指摘した。
糞便から神々が誕生するという神話が創造されたのは、大便と粘土、尿と水の外見が似ていたからだとする説がある。たとえば本居宣長は「如此（かく）御名を負せたるは、屎（くそ）の形状（ありさま）の、埴（はに）を泥夜志（ねやし）たるに似たればなり」と述べ、外観からの連想だとした。
一方、松村武雄は、大便と粘土の外観の類似性から古代人が連想したのだろうとする説について、他民族に類例がみられないとして疑問を呈した。その上で、古代農業で用いられた主要な肥料は糞尿だったとし、したがって農耕神が糞尿から化生するのは「寧ろ一つの必然」とした。ドナルド・キーンも「昔の農業では糞尿が大切だったのだろうと指摘する学者もいる」とした。
松村武雄は、女神イザナミは様々なものを生みだすことに生涯を費やした末に、死に際してもなおまだ様々なものを生み出すことを強いられるとし、「悲しくも気の毒」と評した。さらにまた、イザナミは、鎮火の祝詞では死後もなお衆生を火災から守護するため働く一方で（#鎮火の神として参照）、記紀では黄泉国の女王となって数多の穢れ・災厄・死を主宰する邪神と化すことを指摘、「この偉大な女神に於ける内性・職能の変化と対立との度ぎつさ・厳厲（）さに瞠目せざるを得ない」とした。

### 五行との関連
平田篤胤は、風火金水土の神々が相次いで生れ出るさまと五行思想の関連を指摘した。

## 信仰
ハニヤスはしばしば農耕に関わる神として祀られている。その性格は、作物を育む土壌、水田の泥、土壌に与える肥料だったり、あるいは田畑を水害から護る畦や堤防だったり、はたまた豊作祈願のための祭具の神であったりするのだが、いずれにせよ「土の神」として豊穣に神功のある農業神ということになる。
ハニヤスが土器・陶器の材料となる粘土を神格化したものだと考えるならば、粘土は農耕には不適でさえある。しかし、土器や陶器はもともと日用品ではなく儀式に用いる特別な祭具であり、その祭祀は豊穣祈願のために執行されたはずである。この意味ではハニヤスは農業祭礼に関わる神であるといえる。
ところで、ハニヤスが大便から化生したとは示さず、単に土の神だとしか述べていない書もある。カグツチはイザナギに斬られてハニヤスと結婚する暇はなかったり、鎮火の祝詞ではハニヤスには火の神を退治する役割が与えられている。これらを重視するならばハニヤスと農作物を直結することは難しい。

### 土の神・土壌と肥料の神として
記紀の諸伝による異同はあるものの、『古事記』では土の神ハニヤスや水の神ミツハノメに続いて豊穣の神ワクムスビやトヨウケビメが生じ、『日本書紀』第二の一書では土の神ハニヤスが五穀の神ワクムスビを生む。これらの物語は、農作物の発生に土と水が関わっていることを表していると考えられる。また、ハニヤスとミツハノメがイザナミの糞尿から誕生するのは、糞尿が肥料として農作物の生育を助けることと関連があると考えられる。

### 土の神・畦畔と堤防の神として
土は、田畑の畦畔や河川の堰堤のように、水害から農耕を護り、用水するための人工構築物の材料でもある。このため農耕地域では、ハニヤスは畦や堤の守り神として祀られている。とくに九州地方では水田の畦の守護神「ハニヤマヒメ」として祭祀されることが多い。

### 土の神・陶芸の神として
鈴木重胤（1812-1863）は、記紀ではハニヤスを「土神」と表現しているものの、土・大地全般の神というわけではない、とした。古語の「ハニ」は土器の材料となる粘土を指し、粘土（埴土）を練り、形を整えて、火で焼くことで土器や陶器ができあがる。これを神格化したのがハニヤスである。
古代の土器や陶器は祭礼に用いられる祭器であり、その材料である粘土を神格化したハニヤスは陶磁器の祖神だと考えられている。
この場合、粘土は農耕には不適でさえある。しかし、古代の神祇において主要なテーマは五穀豊穣祈願であるから、そこで用いられる陶磁器祭器は、結局のところ豊作祈願につながっているとも言える。

### 土の神・土木工事と造園の神として
現代ではハニヤスは農業の神としてだけでなく、土一般に関わるものとして、開墾守護、土木工事の安全や造園業の守護神としても祀られている。

### 鎮火の神として
愛宕神社・秋葉神社・榛名神社など火伏せ（鎮火）の霊験があるとする神社では、ハニヤスは鎮火の神として祭祀されている。

### 厠の神
卜部神道では、ハニヤマヒメとミツハノメが「厠の神」として祀られる。

### 祭神となっている主な神社

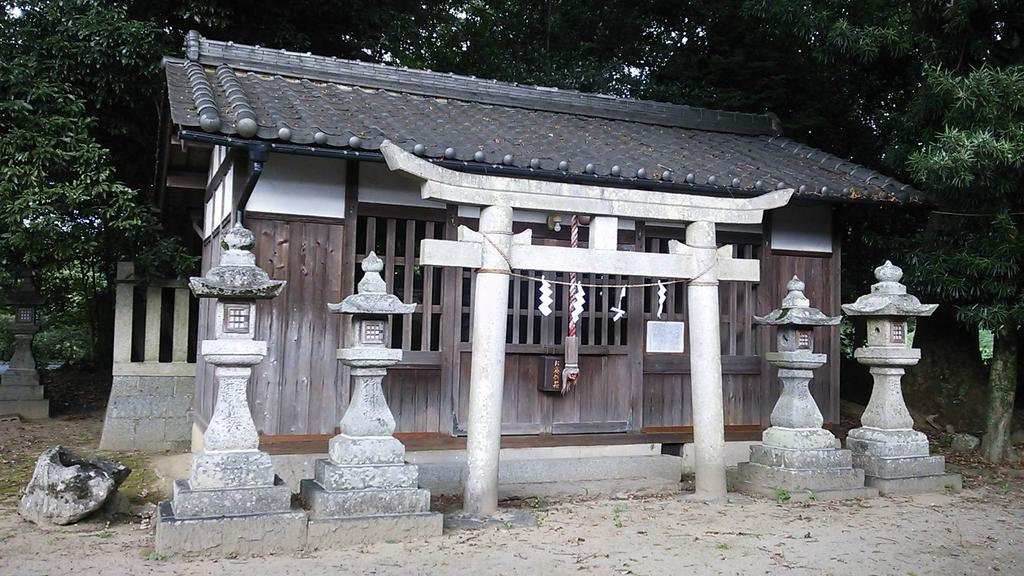
畝尾坐健土安神社

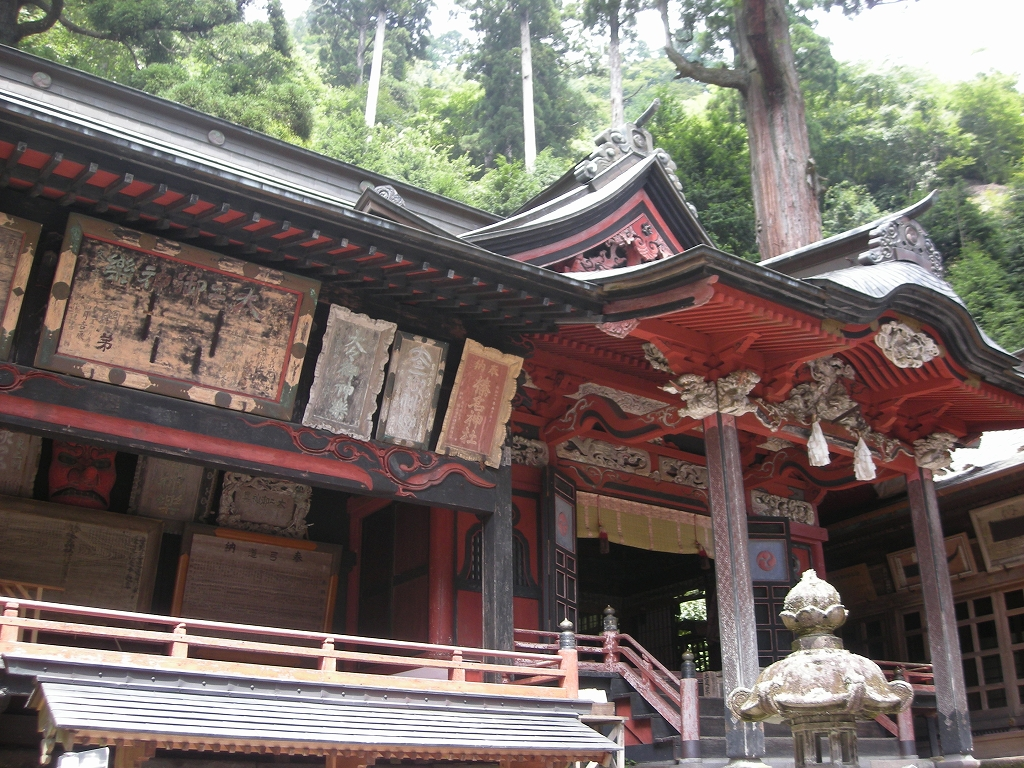
榛名神社

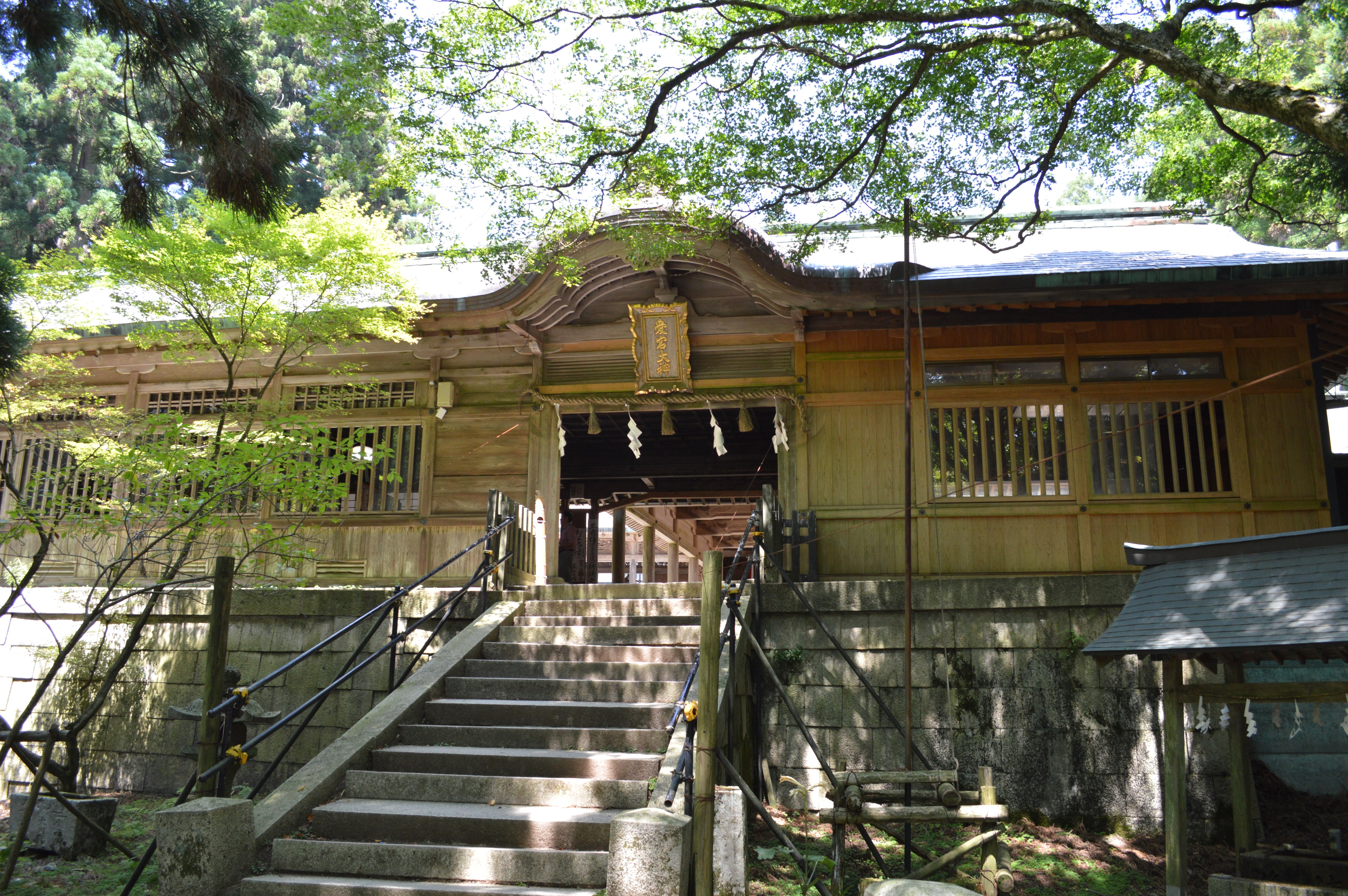
愛宕神社

日本土壌肥料学会の2015年「土壌と東西の神々、日本の土地神」によれば、日本国内でハニヤス神を奉斎する神社の数は、「ハニヤスヒメ」286社、「ハニヤス」129社、「ハニヤスヒコ」24社である。このうち、「ハニヤスヒコ」と「ハニヤスヒメ」の二神を祀る神社は12社ある。
なかでも「ハニヤス」を祀る神社は福岡県に集中しており、129社のうち100社が福岡県内にある。「ハニヤスヒメ」を祀る神社は全国にみられるが、福岡県・群馬県・福島県に多い。
※ここは、各種文献の「ハニヤス」等の神の解説内で社名をあげられているものに限った。
ハニヤスノカミ
- 畝尾坐健土安神社（大和国十市郡／奈良県橿原市）[13] - 式内大社

- 榛名神社（上野国群馬郡／群馬県高崎市）[13][77][76] - 式内社

- 波爾移麻比禰神社（阿波国美馬郡／徳島県美馬市）[13][72]  - 式内社

- 馬岡新田神社（阿波国美馬郡／徳島県三好市）[13][72]  - 式内社

- 波爾布神社（近江国高島郡／滋賀県高島市）[13]  - 式内社

- 形原神社（三河国宝飯郡／愛知県蒲郡市）[13]  - 式内社

- 大井神社（静岡県島田市））[13][77][76]

- 迩弊姫神社（石見国安濃郡／島根県大田市）[76][77] - 式内社

ハニヤスビメノカミ
- 堤治神社（尾張国中島郡／愛知県一宮市（旧尾西市））[106]

ハニヤマヒメ
- 愛宕神社（京都府京都市右京区）[76][107] - 火伏せ・鎮火の神社

- 馬岡新田神社（阿波国美馬郡／徳島県三好市）[108][72]  - 式内社

- 榛名神社（埼玉県富士見市）[108]

- 埴生神社（千葉県成田市）[77]

ハニウメヤノカミ
- 上一宮大粟神社（阿波国名方郡／徳島県神山町） - ハニウメヤノカミ（埴生女屋神）はハニヤスと同一視される神。阿波国の神として『日本三代実録』に登場する[12]。

ハニウダノカミ
- 土生田神社（越後国蒲原郡／新潟県田上町） - ハニウダノカミ（土生田神）はハニヤスと同一視される神。越後国蒲原郡の式内社・土生田神社の祭神[10]。

## 同名・関連名の人物
- ハニヤスヒメ - 記紀には、8代孝元天皇の妃の一人として、同じ名を持つ「ハニヤスヒメ」が登場する[109]。『古事記』孝元記では「波邇夜須毘売」で、『日本書紀』孝元紀では「埴安媛」[109]。父親は河内の豪族で、「青玉」（『古事記』）ないし「青玉繋」（『日本書紀』）である[109]。、タケハニヤスヒコノミコト（建波邇夜須毘古命または武埴安彦）の母[109]。

- タケハニヤスヒコノミコト - 孝元天皇の皇子で、母は上記のハニヤスヒメ[109]。記紀によると、叔父の崇神天皇に対する反乱を起こして鎮圧される[注 18]。負け戦となったときに反乱軍はクソを漏らして逃走する[110][注 19]。大塚ひかり（1961-）は、「タケハニヤス」という名は「勇ましいうんこ王」の意味になり、合戦の勝者が敗者に対し、クソを漏らした故事にちなんでクソと同一視される「ハニ」という汚名を与えたのではないか、とする[110][注 20]。

### 日本の土の神
陽捷行は「日本神話ほど、土にかかわる神の数が多い神話はない」と指摘する。
- ウヒヂニ・スヒヂニ[105] - 『古事記』では兄「宇比地邇神」と妹「須比智邇神」、『日本書紀』では兄「埿土煮尊」と妹「沙土煮尊」。日本神話の天地開闢のとき出現した神世七代の3代であり、イザナギ・イザナミよりも前に出現。記紀に「男女一対」として登場した神としては最初の存在[105]。日本各地では「ウヒヂニ」を祀る神社が101社、「スヒヂニ」を祀る神社が71社（うち9割がウヒヂニも祀る）[105]。

- アメノサツチ・クニノサツチ[105] - 『古事記』では「天之狭土神」と「国之狭土神」。オオヤマツミ（山の神）とカヤノヒメ（草原の女神）の子。日本各地では「アメノサツチ」を祀る神社が6社、「クニノサツチ」を祀る神社が32社[105]。

- オオツチミオヤノカミ[105] - スサノヲの子で、土・田地の守護神。中国・四国地方を中心に43社で祭祀される[105]。

### 世界の土に関する信仰
- 社_(中国)[113] - 甲骨文字以前の古代中国で、漢字の「社」は土地神を表していたと推定される[113]。
- 土地公（中国語版） - 土地神が世俗化され、「土地公（土地爺）」・「土地婆」となったもの[113]。城隍神・后土参照。
- クロノス（ギリシャ神話）[114]、サートゥルヌス（ローマ神話）[114] - 大地母神ガイアの子[114]。孫のプロメーテウスは土から人間を創り出し、火を与え、その火から人間の文明や技術が生じる[114]。
- 四元素説・四体液説では、「土」は暗いイメージが与えられており、メランコリーの源泉とされる[114]。
- アダム[115] - 旧約聖書で、土から作られたとされる[115]。
- マルドゥク[115] - メソポタミア神話の農業神
- エンキ[115] - メソポタミア神話の「地の王」・湿地の神で、農耕や工芸などを司る。
- クル (シュメール神話)[115] - シュメール神話の神
- ゲブ[115] - エジプト神話の大地神で、天空神ヌトとともに豊穣神イシスらを生む。
- プリティヴィー[115] - インド神話の地母神。仏教では地天となる[115]。

### その他
- 日本の神の一覧